# Keratosis follicularis spinulosa decalvans
Die Keratosis follicularis spinulosa decalvans ist eine sehr seltene bereits in der Kindheit auftretende genetisch bedingte Hauterkrankung.
Synonyme sind: Siemens I Syndrom; Keratosis follicularis decalvans; Keratosis pilaris decalvans.
Die Erstbeschreibung erfolgte durch H. J. Lameris im Jahre 1905 als „Ichthyosis follicularis“.
Die aktuelle Bezeichnung wurde im Jahre 1926 durch den deutschen Hautarzt Hermann Werner Siemens geprägt.

## Verbreitung und Ursache
Die Häufigkeit wird mit unter 1 zu 1.000.000 angegeben. Die Erkrankung betrifft überwiegend Jungen.
Es gibt eine X-Chromosomal-rezessive und eine autosomal-dominante Form.
- Bei der X-chromosomalen Form (KFSDX, Keratosis follicularis spinulosa decalvans cum Ophiasis) liegen Mutationen im MBTPS2-Gen an der Location Xp22.12-p22.11 oder im SAT1-Gen an der Location Xp22.11 zugrunde.[5]
- Bei der autosomal dominanten Form (KFSD) ist die Ursache nicht bekannt.[6]

## Klinische Erscheinungen
Diagnostische Kriterien sind:
- Augensymptome kurz nach der Geburt, Hornhautdystrophie mit Hornhauttrübung
- Fortschreitende vernarbende Alopezie der Kopfhaut, der Augenbrauen und Wimpern
- Diffuse follikuläre Hyperkeratose in Gesicht, Nacken, Unterarmen und Handrücken, Schleimhäute und Nägel sind nicht betroffen.
- Gelegentliche Selbstheilung mit Eintritt ins Erwachsenenalter

Hinzu können Photophobie, Gesichtserythem und palmoplantares Keratoderma kommen.

## Differentialdiagnose
Abzugrenzen sind:
- Keratosis follicularis akneiformis, Typ Siemens
- Ulerythema ophryogenes
- Dermotrichie-Syndrom (IFAP-Syndrom)

## Heilungsaussicht
Die Erkrankung ist selbstlimitierend im 2. bis 3. Lebensjahrzehnt.